# Надлиманское городище
Надлиманское городище — древнее городище, расположенное поблизости села Надлиманское в Овидиопольском районе Одесской области.
Поселение располагалось на левом берегу Днестровского лимана, севернее найденного археологами античного поселения Никония.
Согласно археологическим данным представляло собой одно из скифских поселений. Общая площадь городища 0,7 га.
На территории городища обнаружены следы жилищ полуземляночного типа (круглых и прямоугольных), хозяйственных построек, зольников и ям.
Планировка городища стихийная, без заметных принципов застройки.
Археологи разделяют Надлиманское городище на несколько поселений, относящихся к разным временным периодам и находящимся рядом:
Надлиманское III и IV (VI—V в. до н. э.), в котором преобладает скифская керамика (80%) и встречается фракийская (20%). При раскопках Надлиманского III монеты встречаются крайне редко, видимо, там не было регулярного денежного обращения. Во второй половине III в. до н. э эти поселения приходят в упадок.
Надлиманское VI, возникшее в то же время, что и предыдущие, но в отличие от них пережившее новый рассвет в III—II вв. до н. э. Основать городище могли оседлые скифы, заинтересованные в сбыте хлеба через Никоний. Благодаря торговому обмену в начале V в. до н. э. появилась полисная монета.